# Curling na Zimowej Uniwersjadzie 2025
Turniej curlingu na Zimowej Uniwersjadzie 2025 odbędzie się w dniach 11 - 25 stycznia 2025 w hali Palasport Tazzoli w Turynie. Po raz pierwszy na Uniwersjadzie odbędą się zawody par mieszanych.

## Tabela medalowa
*   Gospodarz ( Włochy)
| Miejsce | Reprezentacja     | Złoto | Srebro | Brąz | Razem |
| ------- | ----------------- | ----- | ------ | ---- | ----- |
| 1       | Wielka Brytania   | 1     | 0      | 0    | 1     |
| 1       | Norwegia          | 1     | 0      | 0    | 1     |
| 1       | Japonia           | 1     | 0      | 0    | 1     |
| 4       | Niemcy            | 0     | 1      | 0    | 1     |
| 4       | Stany Zjednoczone | 0     | 1      | 0    | 1     |
| 4       | Korea Południowa  | 0     | 1      | 0    | 1     |
| 7       | Kanada            | 0     | 0      | 2    | 2     |
| 8       | Szwajcaria        | 0     | 0      | 1    | 1     |
| Razem   | Razem             | 3     | 3      | 3    | 9     |

## Zestawienie medalistów
| Konkurencja   | Złoto                                        | Srebro                               | Brąz                                        |
| ------------- | -------------------------------------------- | ------------------------------------ | ------------------------------------------- |
| Pary mieszane | Wielka Brytania · Robyn Munro · Orrin Carson | Niemcy · Kim Sutor · Klaudius Harsch | Kanada · Jessica Zheng · Victor Pietrangelo |
| Mężczyźni     | Norwegia                                     | Stany Zjednoczone                    | Szwajcaria                                  |
| Kobiety       | Japonia                                      | Korea Południowa                     | Kanada                                      |

## Wyniki[4]

### Pary mieszane[5]

#### Round Robin
| Legenda | Legenda                       |
| ------- | ----------------------------- |
|         | Kwalifikacja do fazy play-off |

| Państwo           | W | P |
| ----------------- | - | - |
| Wielka Brytania   | 6 | 1 |
| Kanada            | 6 | 1 |
| Niemcy            | 5 | 2 |
| Włochy            | 4 | 3 |
| Japonia           | 3 | 4 |
| Szwajcaria        | 2 | 5 |
| Stany Zjednoczone | 1 | 6 |
| Norwegia          | 1 | 6 |

#### Play-off
|  | Półfinały | Półfinały       | Półfinały |  |  | Finał             | Finał             | Finał             |
|  |           |                 |           |  |  |                   |                   |                   |
|  | 1         | Wielka Brytania | 6         |  |  |                   |                   |                   |
|  | 4         | Włochy          | 3         |  |  |                   |                   |                   |
|  |           |                 |           |  |  | 1                 | Wielka Brytania   | 10                |
|  |           |                 |           |  |  | 3                 | Niemcy            | 7                 |
|  | 2         | Kanada          | 5         |  |  |                   |                   |                   |
|  | 3         | Niemcy          | 7         |  |  | Mecz o 3. miejsce | Mecz o 3. miejsce | Mecz o 3. miejsce |
|  |           |                 |           |  |  |                   |                   |                   |
|  |           |                 |           |  |  | 4                 | Włochy            | 3                 |
|  |           |                 |           |  |  | 2                 | Kanada            | 9                 |

### Mężczyźni

#### Round Robin
| Poz. | Drużyna | Skip | W | P |
| ---- | ------- | ---- | - | - |
|      |         |      |   |   |
|      |         |      |   |   |
|      |         |      |   |   |

### Kobiety

#### Round Robin
| Poz. | Drużyna | Skip | W | P |
| ---- | ------- | ---- | - | - |
|      |         |      |   |   |
|      |         |      |   |   |
|      |         |      |   |   |